# Mascali
Mascali là một đô thị và cộng đồng (comune) ở tỉnh Catania trong vùng Sicilia miền nam nước Ý.
Đô thị Acireale có diện tích ki lô mét vuông, dân số thời điểm năm 2005 là 49.006 người.
Đô thị này có các đơn vị dân cư (frazioni) sau:
Các đô thị giáp ranh: 